# John Carey (Politiker)

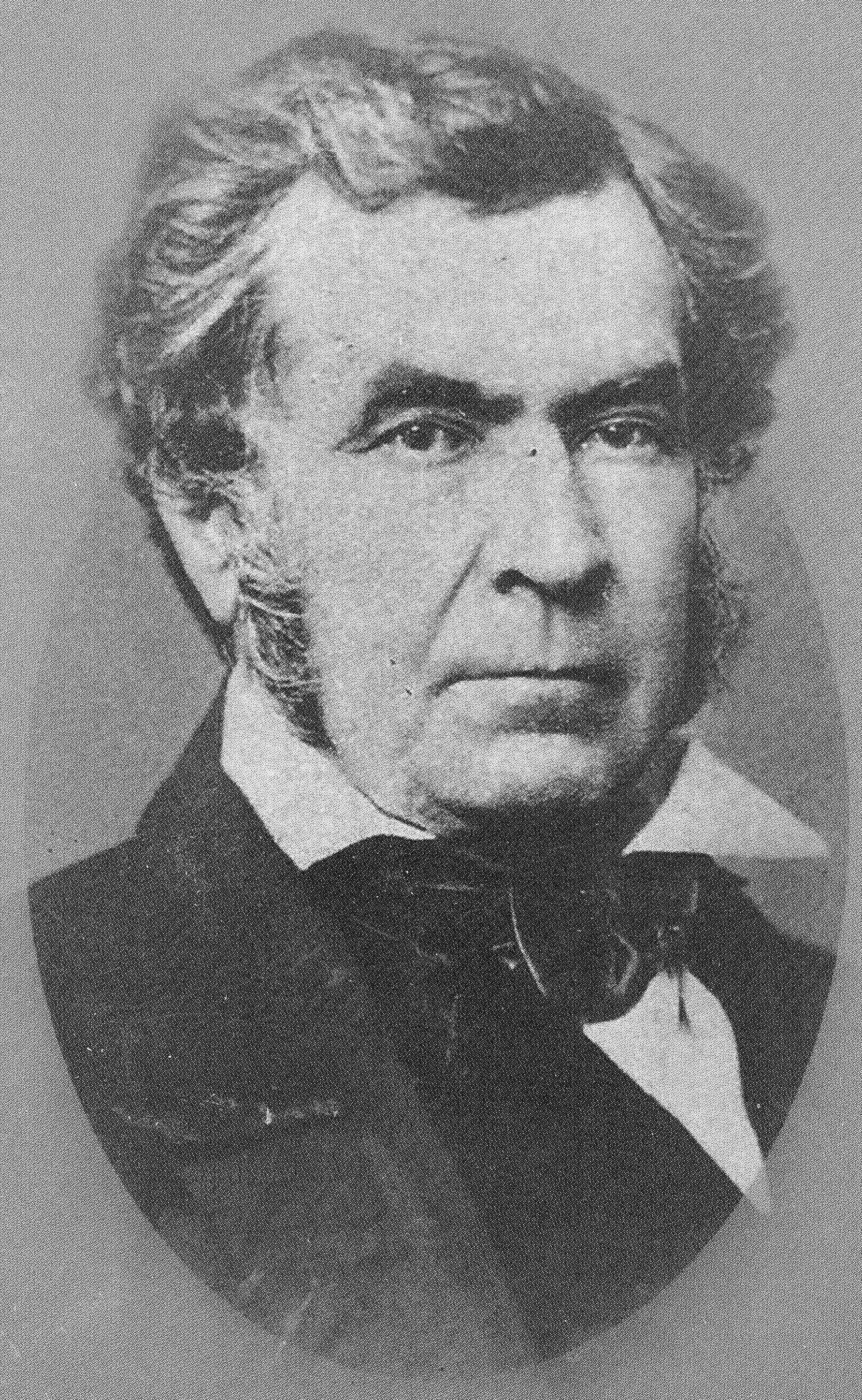
John Carey

John Carey (* 5. April 1792 im Monongalia County, Virginia; † 17. März 1875 in Carey, Ohio) war ein US-amerikanischer Politiker. Zwischen 1859 und 1861 vertrat er den Bundesstaat Ohio im US-Repräsentantenhaus.

## Werdegang
Im Jahr 1798 zog der im heutigen West Virginia geborene John Carey mit seinen Eltern in das Nordwestterritorium, zu dem auch der spätere Staat Ohio gehörte. Über seine Jugend und Schulausbildung ist nichts überliefert. Er nahm am Britisch-Amerikanischen Krieg von 1812 teil und diente unter General William Hull. Zwischen 1825 und 1832 war er Beisitzender Richter. Im Jahr 1829 wurde er Indianeragent in der Wyandotte Reservation. Gleichzeitig schlug er eine politische Laufbahn ein. In den Jahren 1828, 1836, und 1843 war er Abgeordneter im Repräsentantenhaus von Ohio. Um 1845 herum förderte er den Bau der Mad River Railroad zwischen Sandusky und Dayton. Dabei wurde er Präsident dieser Eisenbahngesellschaft. Außerdem gründete er die nach ihm benannte Stadt Carey in Ohio. In den 1850er Jahren schloss er sich der damals gegründeten Republikanischen Partei an.
Bei den Kongresswahlen des Jahres 1858 wurde Carey im neunten Wahlbezirk von Ohio in das US-Repräsentantenhaus in Washington, D.C. gewählt, wo er am 4. März 1859 die Nachfolge des Demokraten Lawrence W. Hall antrat. Bis zum 3. März 1861 konnte er eine Legislaturperiode im Kongress absolvieren. Diese war von den Ereignissen im unmittelbaren Vorfeld des Bürgerkrieges geprägt.
Über das Leben von John Carey nach dem Ende seiner Zeit im US-Repräsentantenhaus ist nichts überliefert. Politisch ist er nicht mehr in Erscheinung getreten. Er starb am 17. März 1875 in der von ihm gegründeten Stadt Carey. Mit seiner Frau Dorcas Wilcox (1790–1867) hatte er sechs Kinder.